# Ferrovia Sidi el Aidi-Oued Zem
La ferrovia Sidi el Aidi–Oued Zem è una linea a binario unico del Marocco che si addentra verso le zone centrali del Paese, diramandosi dalla linea principale Casablanca–Marrakech a Sidi el Aidi. I treni che percorrono la linea hanno origine a Casablanca.